# Стадион Анђела (Анахајм)
Стадион Анђела (Анахајм) (енгл. Angel Stadium of Anaheim, енгл. Edison International Field of Anaheim) је вишенаменски стадион у граду Анахајму, Калифорнија, САД. Отворен је 1964. под именом стадион Анахајм.
Стадион Анђела је стадион модерног стила који се налази у Анахајму у Калифорнији. Од свог отварања 1966. године, служио је као стадион Лос Анђелес ејнџелса, тима  из главне бејзбол лиге (МЛБ), а такође је био и домаћи стадион Лос Анђелес рамса из Националне фудбалске лиге (НФЛ) од 1980. до 1994. године. Стадион је познат по незваничним надимком „Велики А”, који је сковао спортски уредник Хералд Екаминера, Бад Фурило. То је четврти најстарији активни стадион главној бејзбол лиги, иза Фенвеј парка, Вригли филда и Доџер стадиона. Такође је други најстарији стадион у америчкој лиги. Био је домаћин 1967., 1989. и 2010. игара свих звезда бејзбол лиге.
Стадион Анђела и његов околни паркинг су ограничени Авенијом Катела на северу, Оранџ аутопутем на истоку, Оренџвуд авенијом на југу и Булеваром Стејт колеџа на западу. Смештен у близини источне границе паркинга налази се оријентир „Велики А“ знак и електронска табла, која је првобитно служила за семафор. Ореол који се налази близу врха знака од 230 стопа (70 м) високог и тежине од 210 тона осветљен је након утакмица у којима анђели побеђују (и код куће и у гостима), што доводи до израза навијача: „Осветли ту бебу!"
Осим професионалног бејзбола и фудбала, стадион Анђела је био домаћин фудбалских утакмица у средњим школама и колеџима, утакмица предсезоне Националне фудбалске лиге, краткотрајне Светске фудбалске лиге, два верска скупа јеванђелисте Билија Грејама, скоро 20 узастопних скупова јеванђелисте Грега Лорија, затим и обележавања Ејд ал Фитра,, и 2 до 3 трке АМА Суперкрос шампионата годишње.
На стадиону се такође налазе студији и канцеларије водеће радио станице КЛАА (830 АМ) у власништву и под управом Анђела.

## Историја

### Почеци
Стадион Анђела из Анахајма је постао дом бејзбол тима Лос Анђелес ејнџелса од њиховог пресељења из Лос Анђелеса. Дана 31. августа 1964. почета је изградња стадиона, а 1966. године тадашњи Калифорнијски анђели уселили су се у свој нови дом након што су провели четири сезоне изнајмљујући стадион Доџер (који се у утакмицама Анђела назива стадион Чавес Рејн) од Доџерса. (У својој инаугурационој сезони 1961. године, Анђели су играли своје домаће утакмице на Вригли Филду у Лос Анђелесу.)
Стадион је изграђен на парцели од око 160 acres (0,65 km2) равног земљишта које су првобитно користиле у пољопривредне сврхе породице Алек, Русел и Кнутзен  у југоисточном делу Анахајма. У складу са многим спортским стадионима великих лига изграђених 1960их, налази се у приградском подручју, иако је домаћин великим туристичким атракцијама.
Димензије поља (333 стопе уместо 347 или 350) су изведене из научне студије коју су спровели Анђели. На основу густине ваздуха у нормалним временима утакмице (13.30 и 20.00), Анђели су покушали да формулишу димензије које су биле прилично избалансиране између бацача, ударача и просечних временских услова. Анђели су испробавали дате димензије неколико пута, проширујући или скупљајући спољне делове поља за неколико стопа, да би покушали да побољшају ту равнотежу. Стадион има најкраћу средишње поље 396 ft (120,701 m) у америчкој лиги и једнако је са Петко парком иза 391 ft (119,177 m) Оракле парка и стадиона Доџер са 395 ft (120,396 m).
Чинило се да ништа од овога није било важно њиховом бацачу из Куће славних Нолану Рајану, који је бацио два од својих рекордних седам без ударца на овом стадиону и остварио 2.416 од својих 5.714 избијања у каријери у осам сезона са Анђелима (Рајанова статистика из Спортинг њуз Басебал рекорд бук). Један од оних који нису погодили, 1. јуна 1975., био је његов четврти, што је изједначило рекорд каријере Сандија Куфакса, коју ће Рајан на крају надмашити са седам до краја каријере 1993. године.

## Капацитет стадиона
| Година     | Капацитет |
| ---------- | --------- |
| 1966–1978  | 43.202    |
| 1979       | 43.250    |
| 1980–1985  | 65.158    |
| 1986–1987  | 64.573    |
| 1988–1996  | 64.593    |
| 1997       | 33.851    |
| 1998–2005  | 45.050    |
| 2006–2007  | 45.262    |
| 2008–2009  | 45.281    |
| 2010–2011  | 45.389    |
| 2012       | 45.957    |
| 2013–2014  | 45.483    |
| 2015       | 45.957    |
| 2016       | 45.493    |
| 2017–2018  | 45.477    |
| 2019–данас | 45.517    |

| Година    | Капацитет |
| --------- | --------- |
| 1980–1994 | 69,008    |

|  |

### Рагби
- 65.158 (2013-данас)

### Фудбал
Стадион Анахајм је био домаћин пет утакмица групне фазе Златног купа Конкакафа 1996, укључујући две у којима је учествовала репрезентација Сједињених Држава.
| Датум            | Репрезентација #1 | Рез.  | Репрезентација #2        | Турнир                                | Гледалаца |
| ---------------- | ----------------- | ----- | ------------------------ | ------------------------------------- | --------- |
| 10. јануар 1996. | Канада            | 3 : 1 | Хондурас                 | Конкакафов златни куп 1996. прво коло | 27.125    |
| 10. јануар 1996. | Салвадор          | 3 : 2 | Тринидад и Тобаго        | Конкакафов златни куп 1996. прво коло | 27.125    |
| 13. јануар 1996. | Сједињене Државе  | 3 : 2 | Тринидад и Тобаго        | Конкакафов златни куп 1996. прво коло | 12.425    |
| 16. јануар 1996. | Гватемала         | 3 : 0 | Сент Винсент и Гренадини | Конкакафов златни куп 1996. прво коло | 52,345    |
| 16. јануар 1996. | Сједињене Државе  | 2 : 0 | Салвадор                 | Конкакафов златни куп 1996. прво коло | 52,345    |